# NGC 3681
NGC 3681 (другие обозначения — UGC 6445, MCG 3-29-48, ZWG 96.45, IRAS11238+1708, PGC 35193) — спиральная галактика в созвездии Льва. Открыта Уильямом Гершелем в 1784 году.
Галактика наблюдается практически плашмя. Изображение галактики в ультрафиолетовом диапазоне имеет больший размер, чем в оптическом. Спиральная структура является флоккулентной. В галактике присутствует внутреннее кольцо и бар, причём последний наблюдается лишь в оптическом диапазоне. В галактике не наблюдается признаков взаимодействия с другими галактиками. 
Этот объект входит в число перечисленных в оригинальной редакции «Нового общего каталога».
Галактика NGC 3681 входит в состав группы галактик NGC 3686. Помимо NGC 3681 в группу также входят ещё 22 галактики.